# Bandy i Asien
Bandy i Asien är framför allt centrerad till den asiatiska delen av Ryssland. Kazakstan är också ett land med en lång och oavbruten bandytradition (emellertid ligger Oral, där landets enda professionella klubb återfinns, väster om Uralfloden, och därmed i Europa). Armenien, Afghanistan, Indien, Japan, Kina och Mongoliet är också medlemmar av FIB. Kirgizistan hade medlemskap och deltog både i Asiatiska vinterspelen 2011 och VM 2012. Man har senare dragit sig ur.
Det arbetas mycket för att sprida spelet i Asien, särskilt i områden med kallt inlandsklimat. Sydkorea är ett land som har nämnts och som enligt uppgift har en isbana med bandymått. DVGAFK (Дальневосточная государственная академия физической культуры) i Chabarovsk, som i oktober 2016 fick rätt att företräda FIB i Asien-Stillahavsområdet,, menar att Sydkorea är på väg att komma med. 2017 pågick konkreta förhandlingar med det landet. Till och med var det så att dåvarande FIB-presidenten Boris Skrynnik menade att Sydkorea har en så potentiellt avgörande roll att börjar man bara utveckla bandy där och blir FIB-medlem så kommer OS-status för bandy att bli verklighet.
2009 påbörjade Folkrepubliken Kina en satsning, med målet att slå Mongoliet i Asiatiska vinterspelen 2011.. Man kom dock inte. Däremot VM-debuterade det kinesiska landslaget 2015, medan damlandslaget gjorde det 2016. 2017 debuterade man i Flick-VM. B-VM 2018 spelades i Harbin.
Det japanska landslaget VM-debuterade redan 2012, medan dess damlandslag har för avsikt att göra det 2020.
Armenien verkade vara på gång att VM-debutera 2011 men har fortfarande inte gjort det. I samband med Tyngdlyftnings-EM i Jerevan 2023 passade generalsekreteraren i det internationella förbundet, FIB, på att möta ordföranden i det nationella förbundet och diskutera aktuella frågor.
2008 bildades ett asiatiskt bandyförbund med Gani Kasymov som president. I samband med det nämndes även Uzbekistan. Det blev dock inte godkänt av FIB. Ett nytt förbund bildades under VM 2012 och det första asiatiska mästerskapet skulle spelas i december 2012, vilket dock inte blev av. I juni 2020 omregistrerades förbundet och man planerade att arrangera ett kontinentalt mästerskap i december 2021, vilket inte heller verkar ha blivit av.
Det finns en uppgift om att Nordkorea begärde att få delta i VM 2015 i relativt närbelägna Chabarovsk.
Norges landslagskapten påbörjade 2016 ett försök med Filippinerna.
I juli 2023 ägde ett indiskt besök rum i Krasnogorsk. Från förbundets sida pratade man bland annat om att man står i kontakt med representanter för Nepal och Pakistan, som man hoppas kunna få med i bandygemenskapen med tiden. Deras juniorlandslag spelade några matcher i rinkbandy med förstorade mål, som man menade var första steget mot deltagande i  Asiatiska vinterspelen 2025 i Harbin, om bandy nu får vara med där.